# اچ‌ام‌ای‌اس ساکسز (اوآر ۳۰۴)
اچ‌ام‌ای‌اس ساکسز (اوآر ۳۰۴) (به انگلیسی: HMAS Success (OR 304)) یک کشتی است که طول آن ۱۵۷٫۲ متر (۵۱۶ فوت) می‌باشد. این کشتی در سال ۱۹۸۴ ساخته شد.